# E844 (trasa europejska)
E844 – trasa europejska biegnąca przez Włochy. Zaliczana do tras kategorii B droga łączy Spezzano Albanese z Sybaris.

## Przebieg trasy
- Spezzano Albanese E45
- Sybaris E90